# Konzell
Konzell est une commune de Bavière (Allemagne), située dans l'arrondissement de Straubing-Bogen, dans le district de Basse-Bavière.

## Impressions

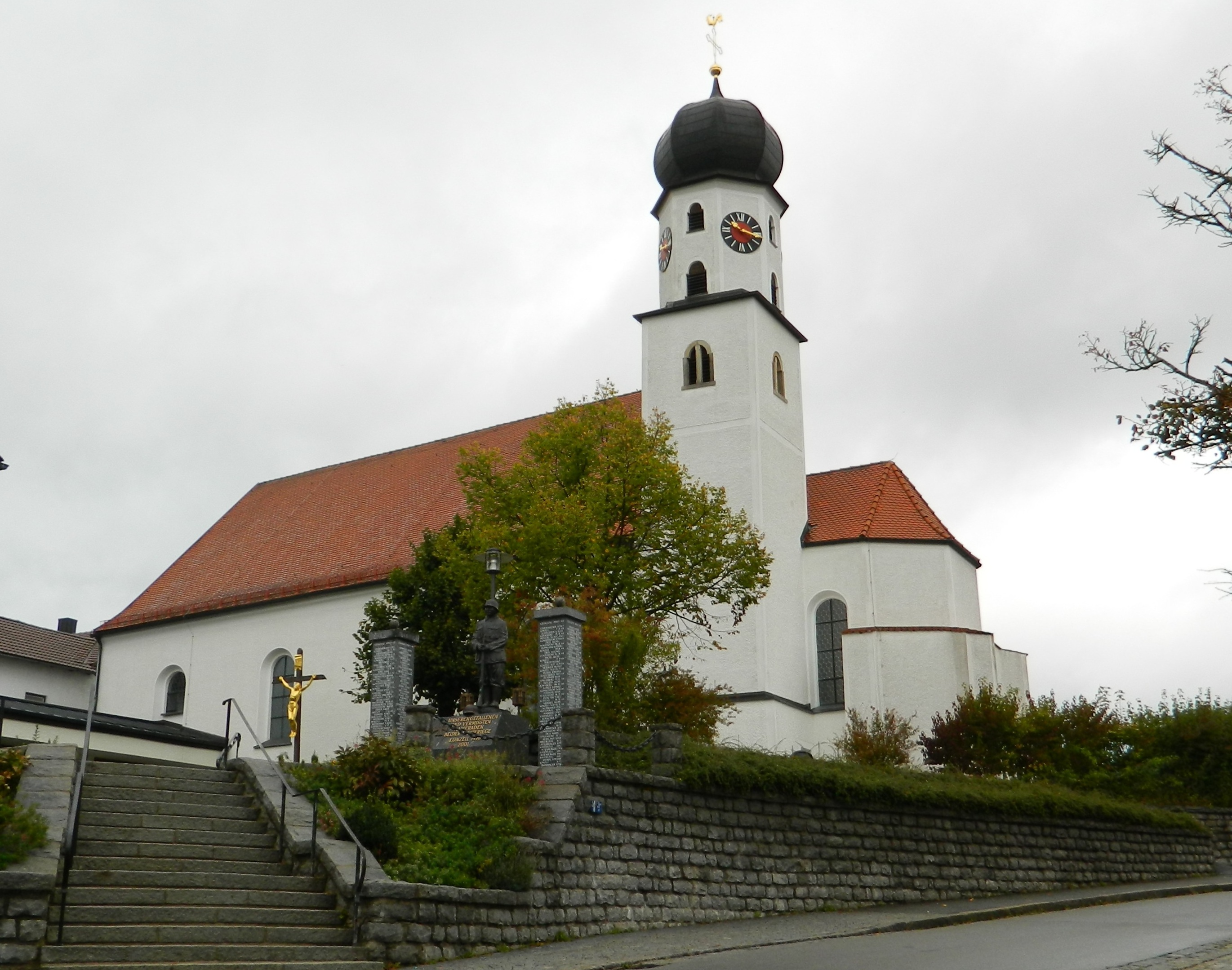
église catholique St. Martin
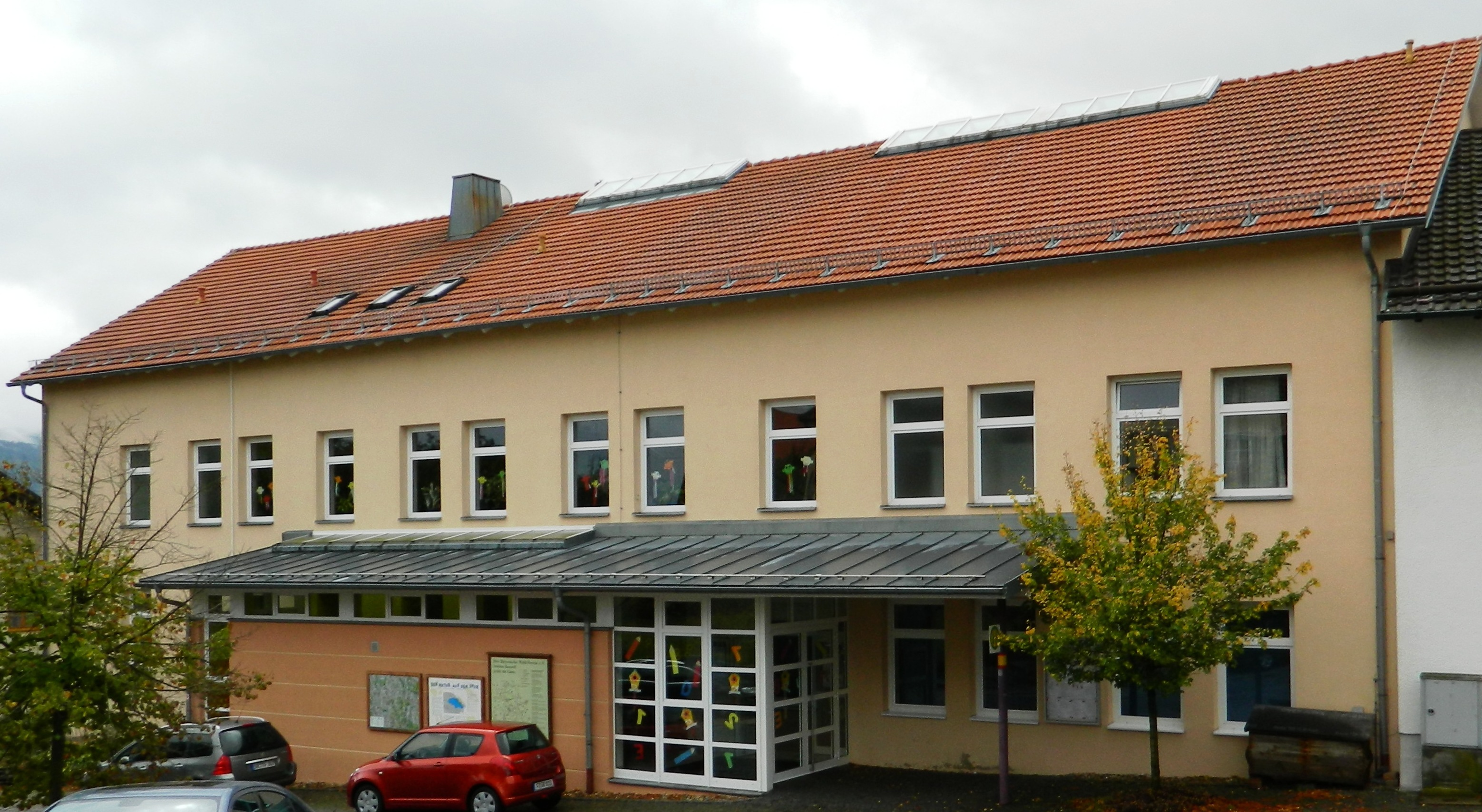
École primaire
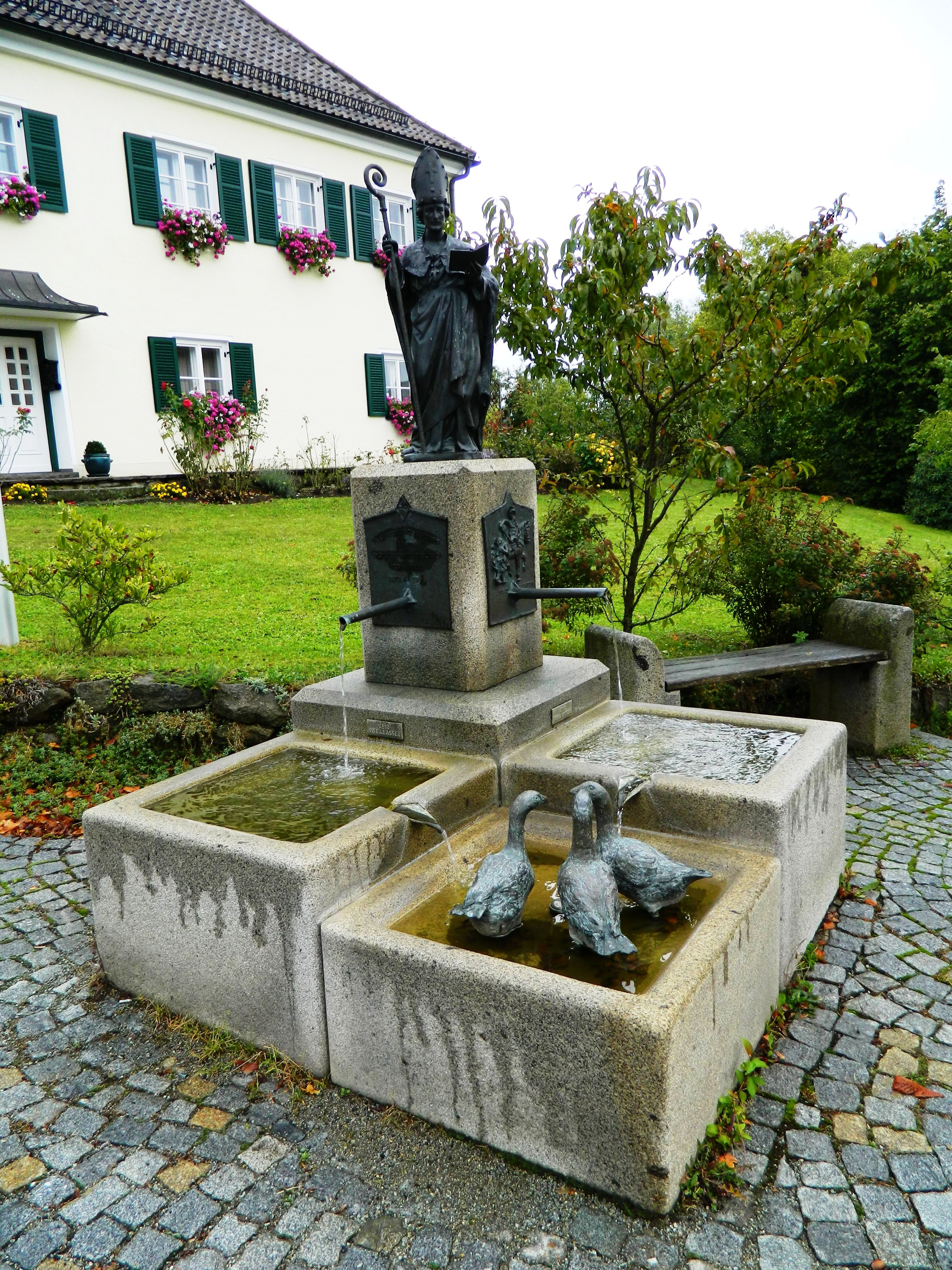
fontaine près de l’église
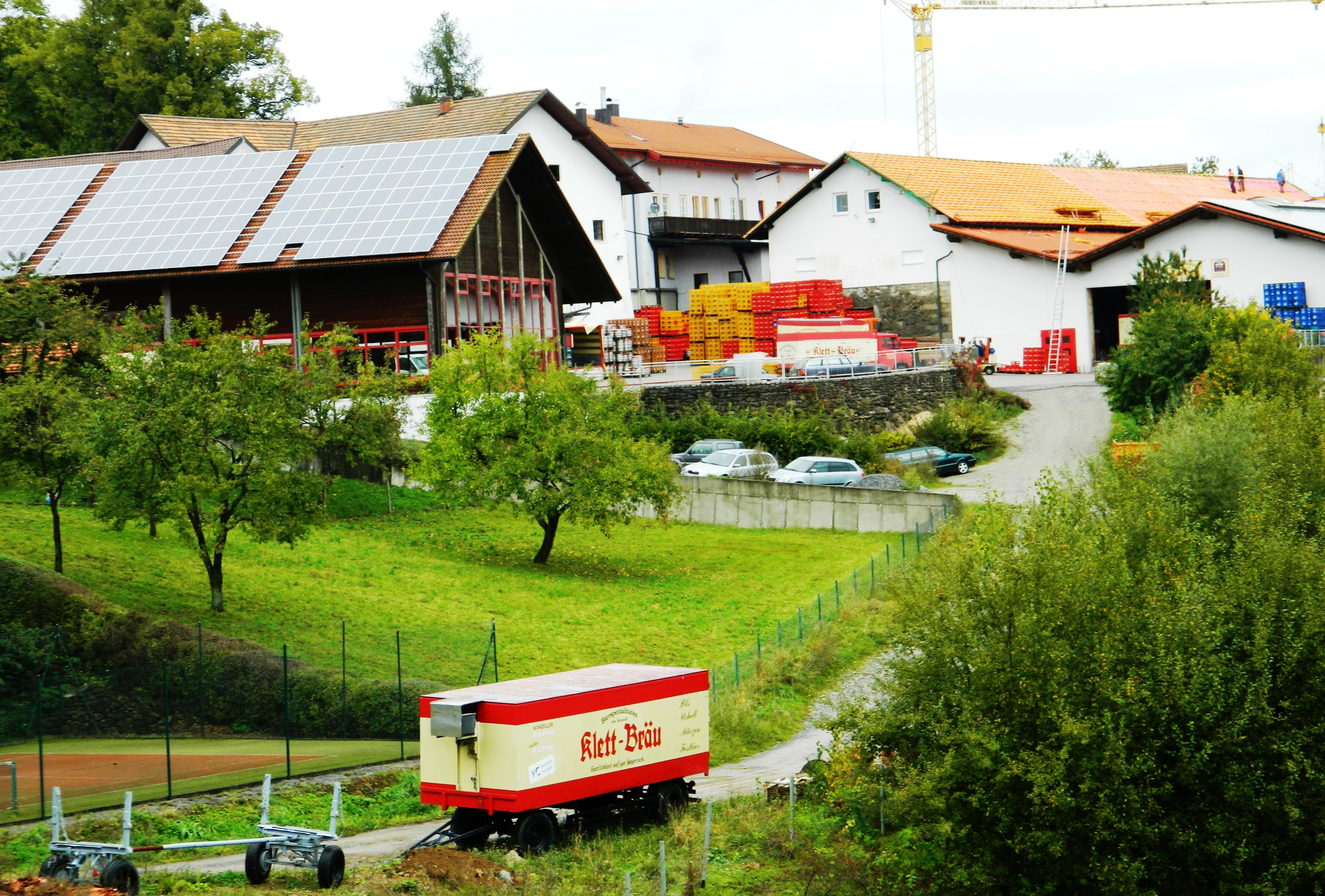
Brasserie (Klett-Bräu)